# NGC 3132
Az NGC 3132 (más néven Caldwell 74) egy planetáris köd a Vitorla csillagképben.

## Felfedezése
A ködöt John Herschel fedezte fel 1835. március 2-án.

## Tudományos adatok
A központi csillag igen forró, körülbelül 100 000 K.
A planetáris köd 49 km/s sebességgel távolodik tőlünk.